# علي أباد (حومة أبهر)
علي أباد (بالفارسية: علی‌آباد) هي قرية تقع في إيران في منطقة مركزية ريفية. يقدر عدد سكانها بـ 32 نسمة .